# Jules Férat
Jules-Descartes Férat (Ham kraj Somme, 28. studenog 1829. – Pariz, 6. lipnja 1906.) bio je francuski umjetnik, pisac i ilustrator. Najpoznatiji je po svojim ilustracijama raznih djela Julesa Vernea.

## Popis djela Julesa Vernea koje je ilustrirao
Romani
- (1871.) Ploveći grad, 44 ilustracija
- (1872.) Doživljaji trojice Rusa i trojice Engleza u Južnoj Africi, 53 ilustracije
- (1873.) Zemlja krzna, 103 ilustracije (s ilustratorom Alfred Quesnay de Beaurépaire)
- (1875.) Tajanstveni otok, 152 ilustracija
- (1876.) Carev glasnik, 91 ilustracija
- (1877.) Podzemni grad, 45 ilustracije

Kratke priče
- (1871.) Probijači opsade, 17 ilustracija
- (1875.) Martin Paz, 12 ilustracija
- (1876.) Drama u Meksiku, 6 ilustracija

## Vanjske poveznice
- Ilustracije Verneovih Neobičnih putovanja  Arhivirana inačica izvorne stranice od 10. listopada 2013. (Wayback Machine)